# Вотивна корона

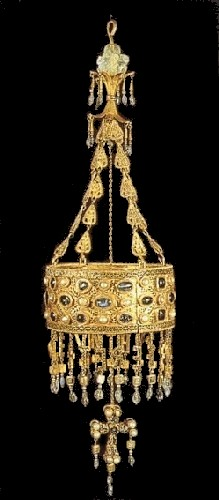
Корона Реккесвінта, Мадрид

Вотивна корона — вид церковного начиння, ювелірна прикраса. Особливо відомі твори вестготських майстрів VII ст.
Являє собою пишно орнаментований обруч-корону, який вносився до церкви як жертовний внесок («за обітницею» — ex voto). Зазвичай підвішувались під арками або ж над вівтарем, таким чином, щоб хрест, що звисав з корони, був прямо над розп'яттям, поставленим на престолі.

## Походження типу
Існування подібної прикраси храму згадується у Візантії. Як вважається, вотивні корони вестготів їх копіюють. Н. Кондаков розповідає, що в Константинополі вотивні корони підвішувалися над престолами. В. Лазарєв зазначає, що у візантійському образотворчому мистецтві вотивні корони зображувалися підвішеними не лише в інтер'єрах церков, але і на деревах райських садів.

## Збережені корони

### Іспанські
Найвідоміші вотивні корони — це знахідки зі скарбу в Гваразарі, що був виявлений в 1858–1861 рр.. поблизу Толедо. Скарб складався з 6 корон, дві з яких, більші, містили імена дарувальників, королів Рекесвінта (Рецесвінта) та Свінтіли. Вони названі в присвятних написах, які створюються підвісками у формі ажурних літер, прикріплених до нижнього краю корон.
Усі знахідки були виконані із золота, прикрашені емаллю та рясно інкрустовані дорогоцінними каменями — гранатами, агатами, сапфірами, перлами та шматками гірського кришталю в т. зв. «поліхромному стилі».

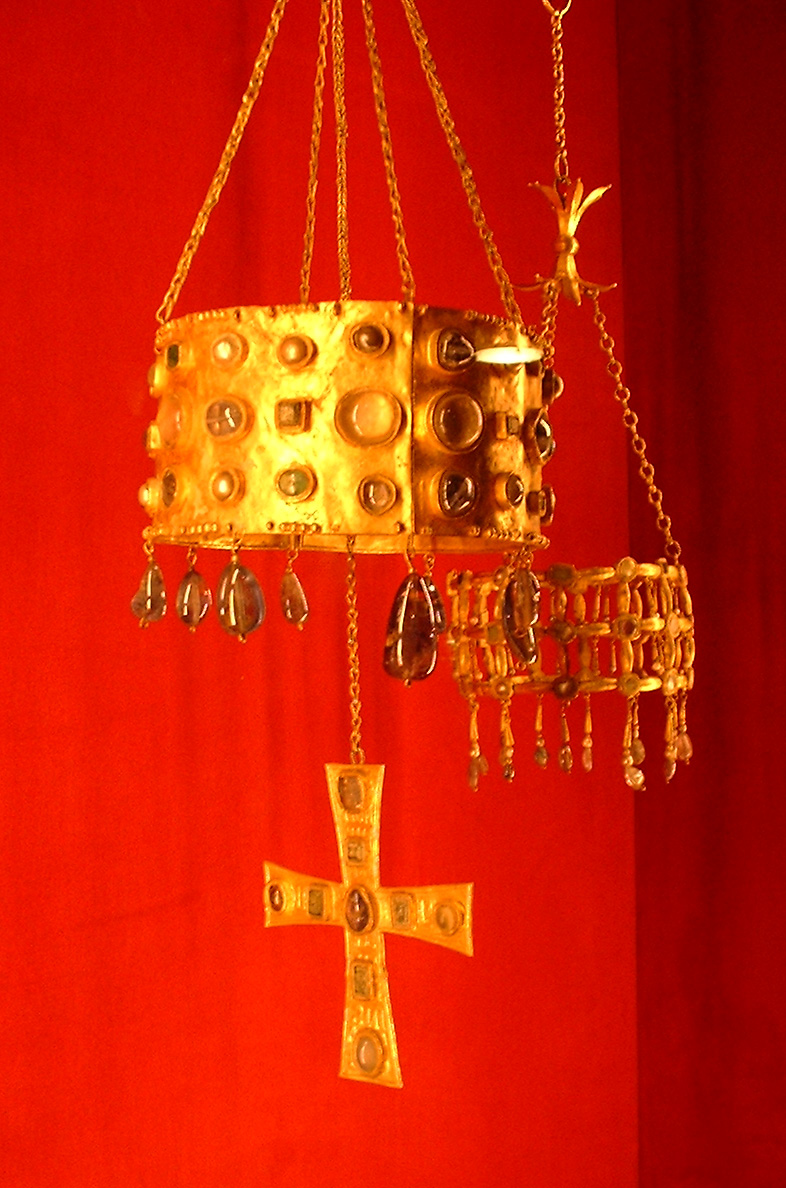
Дві корони в музеї Клюні
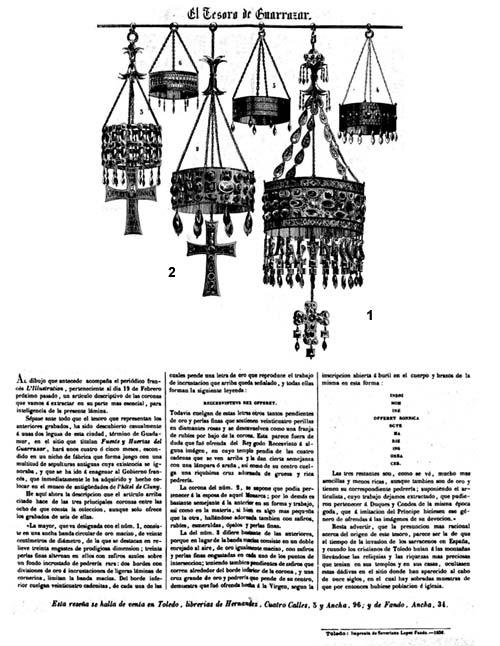
Вотивні корони зі скарбу в Гваразарі (тогочасна газетна публікація)
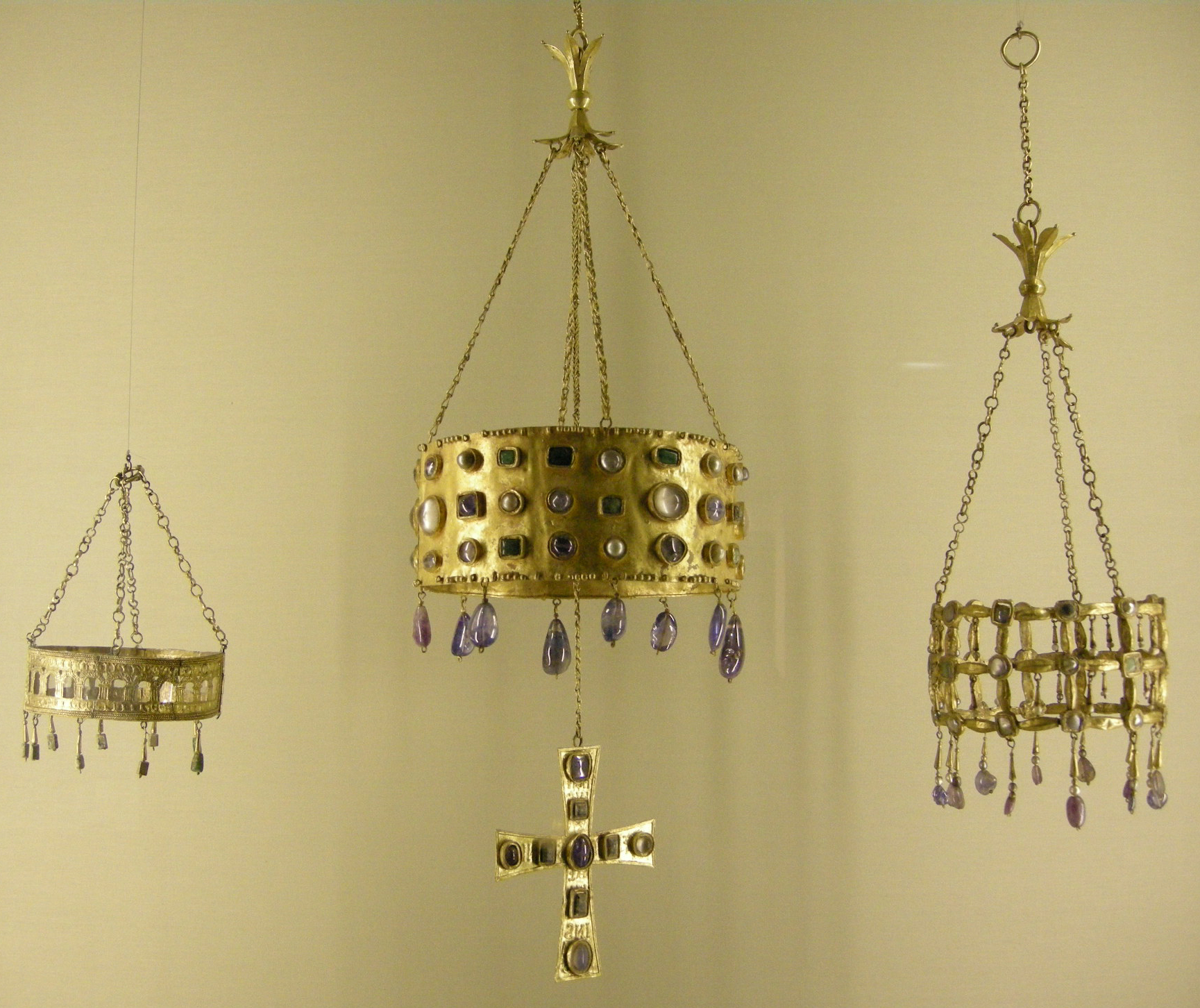
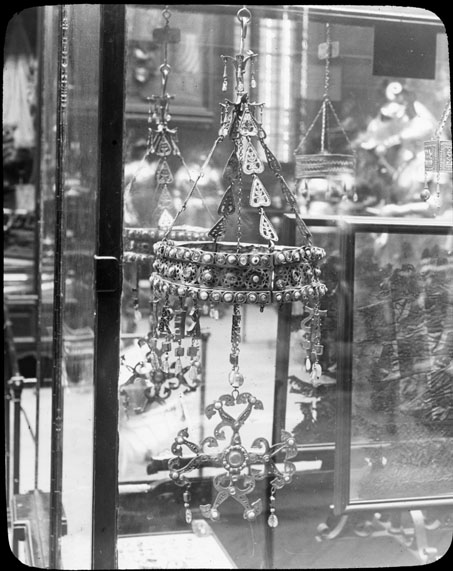
Корона Свінтілу

Сьогодні вони розділені між музеєм Клюні (Франція) і в Національним археологічним музеєм у Мадриді:
1. Корона Свінтіли  була викрадена 1921 року з Мадрида[4], і зараз її місцезнаходження невідоме. Мала напис з підвісок  «Svintilanvs Rex Offeret»[5].
2. Корона Рекесвінта (653–672 рр..) являє собою широкий золотий обруч з 22 підвісками з коштовних каменів та золотих літер, які складають фразу — (R) ECCESVINTUVS REX DEFERET, тобто  «Дар короля Рекесвінта» . Корона підвішена на 4 золотих ланцюгах, скріплених згори замком у формі стилізованої квітки. З центру кріплення спускається довгий ланцюг, що закінчується масивним золотим хрестом, прикрашеним перлами та сапфірами. У XIX столітті була дещо вільно відреставрована французькими вченими. Національний археологічний музей, Мадрид
3. Діадема абата Феодосія, Мадрид

4-6. інші три корони перебувають у Парижі, музей Клюні
Другий іспанський скарб, який варто згадати, був знайдений 1926 року в Торредонхімено (Torredonjimeno) в Хаені. Сьогодні він розділений між археологічними музеями Кордови, Барселони та Мадрида. Він не містить жодного цілого виробу згаданого виду, зате в нього входять золоті літери (аналогічні короні Рекесвінта), що складають посвяту святим Юстицію та Руфіні та хрести, які теж підвішувались. Ювелірна школа — кордовська або севільська.
Ще одна корона знаходиться в музеї Каталонії.

### Інші
- Золота  корона Теоделінди, королеви лангобардів, подружжя Автаріса (584–590), а згодом Агілульф (591–616). Привезена до Парижа Наполеоном, згодом викрадена. Зараз відома лише за старовинними малюнками. (Ймовірно, все ж була не вотивною, а звичайною, не зважаючи на наявність підвіски із хрестом.
- Золота  корона Агілульф (591–616) — вотивна, аналогічна корон у Клюні. Привезена до Парижа Наполеоном[7].
- Залізна корона Ломбардії (імовірно спочатку була вотивною). У деяких історіях також пов'язується з іменами Теоделінди та Агілульф.
- Вотивна корона Мадонни делла Фонтенуова  з Монсумамно, поблизу Пістойї (робота голландського ювеліра)
- Вотивна корона імператора Лева VI, Візантія, 886–912 рр..[8], Венеція, Сан-Марко
- вотивні  корона Нагіварада (Nagyvarad)